# Good Witch
Good Witch é uma série de televisão estadunidense/canadense, dos gêneros comédia dramática romântica e fantasia, baseada no filme de mesmo nome, produzido pela Whizbang Films em associação com ITV Studios e Hallmark Channel. A série estreou em 28 de fevereiro de 2015 e foi ao ar por sete temporadas, terminando em 25 de julho de 2021.
Catherine Bell, que interpretou Cassie Nightingale, a "bruxa boa" no filme, co-produz e estrela a série. A série segue os moradores de Middleton, incluindo Cassie e sua filha Grace, enquanto recebem o Dr. Sam Radford e seu filho na cidade. Cassie e Grace compartilham um dom de percepção encantada e intuição mágica. O final da quinta temporada marca a última aparição da atriz Bailee Madison como Grace Russell no elenco principal.
A série fez história no Hallmark durante o último episódio exibido, que contou com o primeiro beijo entre pessoas do mesmo sexo da história do canal.

## Visão geral
| Temporada | Temporada             | Episódios             | Data de estreia         | Data de encerramento  |
| Temporada | Temporada             | Episódios             | Estreia de temporada    | Final de temporada    |
| --------- | --------------------- | --------------------- | ----------------------- | --------------------- |
|           | 1                     | 10                    | 28 de fevereiro de 2015 | 18 de abril de 2015   |
|           | Something Wicked      | Something Wicked      | 24 de outubro de 2015   | 24 de outubro de 2015 |
|           | 2                     | 10                    | 17 de abril de 2016     | 19 de junho de 2016   |
|           | Secrets of Grey House | Secrets of Grey House | 22 de outubro de 2016   | 22 de outubro de 2016 |
|           | 3                     | 10                    | 30 de abril de 2017     | 2 de julho de 2017    |
|           | Spellbound            | Spellbound            | 22 de outubro de 2017   | 22 de outubro de 2017 |
|           | 4                     | 10                    | 29 de abril de 2018     | 1 de julho de 2018    |
|           | Tale of Two Hearts    | Tale of Two Hearts    | 21 de outubro de 2018   | 21 de outubro de 2018 |
|           | 5                     | 10                    | 9 de junho de 2019      | 18 de agosto de 2019  |
|           | Curse from a Rose     | Curse from a Rose     | 19 de outubro de 2019   | 19 de outubro de 2019 |
|           | 6                     | 10                    | 3 de maio de 2020       | 5 de julho de 2020    |
|           | 7                     | 10                    | 16 de maio de 2021      | 25 de julho de 2021   |

Assim como nos sete telefilmes anteriores, a série continua a contar a história da vida animada da recém-viúva Cassie Nightingale, a feiticeira de bom coração da cidade de Middleton, com sua filha agora adolescente Grace. Quando novos vizinhos, os Radfords, se mudam para a casa ao lado, eles logo começam a suspeitar de Cassie e sua filha. A dinâmica focal da série muda após seis temporadas, na qual começa a mostrar os Nightingales e os Radfords se tornando mais amigáveis e românticos; levando Cassie a se casar pela segunda vez, enquanto ao mesmo tempo intercala nas histórias envolvendo outros moradores (incluindo seus relacionamentos); um mistério contínuo e uma série de maldições que se ligam à linhagem de Cassie também aparecem.

## Elenco

### Elenco principal
- Catherine Bell como Cassandra "Cassie" Nightingale, a proprietária de uma loja chamada Bell, Book & Candle e administradora de uma pousada na Grey House. Cassie é psíquica e usa sua intuição (e às vezes, um pouco de magia) por boas razões
- Bailee Madison como Grace Russell (temporadas 1–5; convidada, temporada 7), a filha adolescente de Cassie e meia-irmã de Brandon e Lori, que tem seu próprio "charme intuitivo"
- James Denton como Dr. Sam Radford, o vizinho atraente de Cassie e novo médico da cidade. Sam é rico por causa de suas experiências como cirurgião de trauma em Nova Iorque, além de ser dono de seu próprio consultório particular
- Sarah Power como Abigail Pershing, a prima de Cassie. Ela tem seu próprio toque mágico semelhante a Cassie, mas usa isso de seu próprio jeito
- Catherine Disher como Martha Tinsdale, a prefeita de Middleton
- Kylee Evans como Stephanie Borden, a proprietária de um bistrô local e amiga íntima de Cassie
- Anthony Lemke como Ryan Elliot (principal, temporada 1; recorrente, temporada 2), um corretor de imóveis e amigo de Cassie que secretamente possui sentimentos românticos por ela
- Peter MacNeill como George O'Hanrahan, o sogro do falecido marido de Cassie e avô materno de Brandon e Lori. Ele é uma figura masculina para Grace, e ajuda Cassie a operar a pousada
- Rhys Matthew Bond como Nick Radford (principal, temporadas 2–5; recorrente, temporadas 1 e 6), o filho problemático de Sam. Desde que chegou a Middleton, ele se recusa a aceitar sua nova casa e constantemente deseja voltar para Nova Iorque
- Dan Jeannotte como Brandon Russell (principal, temporada 2; recorrente, temporadas 1 e 3–4; convidado, temporada 5), o enteado de Cassie e meio-irmão mais velho de Grace. Ele se casou com Tara no sétimo filme, e se torna um policial como seu falecido pai
- Ashley Leggat (recorrente, temporada 1) / Rebecca Dalton (principal, temporada 2; recorrente, temporadas 3–4; convidada, temporada 5) como Tara Russell, a esposa de Brandon. Ela era uma estudante de pós-graduação e trabalhou para Cassie na loja. Leggat reprisou seu papel dos filmes na primeira temporada, mas foi substituída por Dalton na segunda temporada
- Marc Bendavid como Donovan Davenport (temporadas 5–7), o prefeito de Blairsville e o interesse amoroso de Abigail
- Scott Cavalheiro como Adam Hawkins (temporadas 5–7), o pastor do hospital e o interesse amoroso de Stephanie
- Gianpaolo Venuta como Vincent (temporadas 5–7), o irmão adotivo aventureiro e viajante de Cassie
- Katherine Barrell como Joy Harper (temporadas 6–7), uma designer de interiores que chega a Middleton e ajuda a reformar a mansão Davenport para Martha. Ela mantém segredos sobre seu próprio passado, e também tem um toque de mágica e intuição, incluindo a capacidade de visualizar sonhos

### Elenco recorrente
- Noah Cappe como Derek Sanders (temporadas 1–4), o chefe de polícia de Middleton, quem a prefeita Martha Tinsdale nomeou depois que o marido de Cassie, Jake, morreu
- Paul Miller como Tom Tinsdale, o marido de Martha e ex-prefeito de Middleton
- Hannah Endicott-Douglas como Lori Russell (temporadas 1–2), a enteada de Cassie e irmã de Brandon, que agora é escritora
- Shane Harte como Anthony (temporada 1), o melhor amigo de Grace
- Gabrielle Miller como Linda Wallace, a ex-mulher de Sam e mãe de Nick
- Kate Corbett como Eve (temporadas 2–4), a recepcionista da clínica de Sam
- Jefferson Brown como Ben Patterson (temporadas 2–4), um faz-tudo que abriu o cinema de Middleton e ex-namorado de Stephanie
- Dan Payne como John Dover (temporada 2), o ex-colega de faculdade de Cassie. Ele chega a Middleton durante a segunda temporada, para um emprego de professor, e renova seu interesse em namorar com ela
- Art Hindle como Arthur (temporadas 4 e 6), o pai distante de Abigail
- Sebastian Pigott como Phil Sturgis (temporada 4), um convidado da Grey House e criador de um aplicativo de encontros de alta tecnologia
- Brittany Bristow como Marinda (temporada 4)
- Kyana Teresa como Zoey Taylor (temporada 7), uma bombeira e interesse amoroso de Joy

## Produção
A série é filmada em Toronto, Ontário, principalmente nas instalações da Cinespace Film Studios, na Kipling Avenue.
Como o produtor Orly Adelson foi presidente da ITV Studios America em 2014, a ITV concordou em se tornar a distribuidora da série fora da América do Norte.

## Mídia doméstica
Em 13 de outubro de 2015, a Hallmark lançou a primeira temporada de "Good Witch" em DVD. Sua embalagem contém dois discos. Em 11 de outubro de 2016, a Hallmark lançou a segunda temporada de "Good Witch" em DVD. Sua embalagem contém três discos, incluindo o especial de Halloween, "Good Witch: Something Wicked". A série está disponível internacionalmente na plataforma de streaming Netflix.